# 야마토캐논
야마토캐논(본명: 야콥 멥디(Jacob Mebdi), 1995년 12월 30일 ~ )은 스웨덴의 전직 리그 오브 레전드 프로게이머이다. 현재는 프로게임단 감독으로 활동하고 있다. 선수 시절 아이디는 YamatoCannon이며 포지션은 탑 라이너였다. 현재 리그 오브 레전드 유러피언 챔피언십 소속팀인 프나틱의 감독직을 맡고 있다.

## 선수 경력
2011년 팀 미스트랄에서 프로게이머 커리어를 시작했다.
2011년 11월, 하이 씨 타이거즈에 입단했다. 이후 웨스턴 울브즈, 앱솔루트 레전드.알파, Tt 드래곤즈, H2k 게이밍에서 활동했다.
이후 2013년 12월, 레몬 독스에서 선수 생활을 마감했다.

## 지도자 생활
2015년 1월, 미트 유어 메이커스의 코치로 부임하였다.
2015년 4월, 팀 로캣의 코치로 부임했다.
2016년 1월, 스플라이스의 코치로 부임했다. 승격팀인 스플라이스가 서머 시즌 준우승 달성하고 롤드컵에 진출하게 하는데 기여했다. 
2017년 스프링 시즌 종료 후 팀 바이탈리티의 코치로 부임했다. 팀은 강등권이었지만 2017 서머 시즌에는 잔류에 성공했다. 2018 스프링 시즌에서는 포스트시즌 진출에 성공했으며 서머 시즌에서도 포스트시즌 진출에 성공하는 성과를 거두었다. 팀은 롤드컵에 진출했으며 롤드컵에서는 3승 3패를 거두며 기대 이상의 성과를 거두었다. 2019시즌에서도 스프링과 서머 시즌 팀의 포스트시즌 진출에 기여했다. 2019년 12월, 코치직에서 물러났다.
2020년 5월, 샌드박스 게이밍의 감독으로 취임했다. 자가격리 이후 2020 서머 시즌 중반 합류했으며 샌드박스의 상승세를 이끌었다. 2020 서머 시즌 종료 이후 감독직에서 물러났다.
2021시즌을 앞두고 프나틱의 감독으로 부임했다.

## 선수 이력
- 팀 미스트랄 (2011년 9월 ~ 10월)
- 하이 씨 타이거즈 (2011년 11월 ~ 2012년 1월)
- 웨스턴 울브스 (2012년 1월 ~ 5월)
- 앱솔루트 레전드 알파 (2012년 7월 ~ 8월)
- Tt 드래곤즈 (2012년 8월 ~ 10월)
- H2k 게이밍 (2012년 10월)
- 팀 솔로멥디 (2012년 10월 ~ 2013년 1월)
- 드래곤 본스 (2013년 2월 ~ 5월)
- 하이메르딩거스 콜로시 (2013년 5월 ~ 6월)
- 어게인스트 올 오토리티 (2013년 6월 ~ 8월)
- 레몬 독스 (2013년 8월 ~ 12월)

## 지도자 이력
| # | 팀명               | 직책 | 소속 기간             | 소속 리그 | 비고 |
| - | ------------------ | ---- | --------------------- | --------- | ---- |
| 1 | 미트 유어 메이커즈 | 코치 | 2015.01~2015.04       | LEC       |      |
| 2 | 팀 로캣            | 코치 | 2015.04~2016.01       | LEC       |      |
| 3 | 스플라이스         | 코치 | 2016.01~2017.04       | LEC       |      |
| 4 | 팀 바이탈리티      | 코치 | 2017.05~2019.12       | LEC       |      |
| 5 | 샌드박스 게이밍    | 감독 | 2020.05.15~2020.10.13 | LCK       |      |
| 6 | 프나틱             | 감독 | 2020.11.25~           | LEC       |      |

## 수상 내역

### 지도자
- 리그 오브 레전드 월드 챔피언십 2018 16강